# Авиньон
Авиньо́н (фр. Avignon [aviˈɲɔ̃], окс. Avinhon, лат. Aven(n)io) — город на левом берегу реки Роны, на юго-востоке Франции, префектура (главный город) округа Авиньон и департамента Воклюз в регионе Прованс — Альпы — Лазурный Берег, кантоны Авиньон-1, Авиньон-2, Авиньон-3. Место средневекового проживания римских пап, Авиньон (и окружающая его территория — Венессен) принадлежал Святому Престолу вплоть до Великой Французской революции. Известен как место проведения одного из крупнейших международных ежегодных театральных фестивалей.
Площадь коммуны — 64,78 км², население — 92 454 человека (2006) с тенденцией к стабилизации: 89 380 человек (2012), плотность населения — 1379,8 чел/км².

## История
Авиньон известен с VI—V веков до н. э., когда был торговой факторией греческой колонии Массилии (ныне Марсель). Затем являлся столицей галльского племени каваров и — под именем Авенио — римским муниципием; город до сих пор хранит немало следов римской эпохи. В раннем Средневековье часто переходил из рук в руки; в V—VI веках последовательно принадлежал бургундам, остготам, франкам. В 736 году был захвачен арабами, но вскоре, в 737 и 739 годах, отвоёван у них Карлом Мартеллом. В XI веке вошёл в состав Священной Римской империи, фактически находился под управлением южнофранцузских графов, с 1290 года — под единоличным управлением графов Прованских из Анжуйской династии. В XII—XIII веках пользовался коммунальным самоуправлением.
В церковной истории Авиньон имеет большое значение, так как на протяжении 69 лет (1309—1378) служил местопребыванием пап, когда Климент V по приказанию Филиппа IV перенёс туда свою резиденцию из Рима. 
Но и после этого периода, известного под названием «авиньонского пленения пап», до 1409 года город являлся резиденцией многих непризнанных пап. С Авиньонским пленением пап связан расцвет средневекового Авиньона: были построены папский дворец, многочисленные храмы, дома членов курии, в 1303 году основан университет. В то же время Авиньон, как и многие города Франции, сильно пострадал во время эпидемии чумы, после которой уцелела лишь четверть населения города. С XV века папы управляли Авиньоном через своего вице-легата. Рядом с городом находятся залежи песка хорошего качества; в Средние века продажа песка для стекла приносила папству хороший доход. В 1791 году Авиньон был занят войсками революционной Франции; начавшийся вскоре конфликт между сторонниками революции и сторонниками папы, сопровождавшийся кровопролитием, получил название авиньонской резни. По мирному договору в Толентино (1797) папы окончательно уступили Авиньон Франции.
После отречения Наполеона I от престола в 1815 году Авиньон был одним из очагов реакционных выступлений ультрароялистов («Белого террора»), в ходе которых был убит и сброшен в Рону маршал Брюн. В XIX веке, став французским провинциальным городом, центром департамента Воклюз, Авиньон утрачивает былое значение. Основу экономики города составляло шёлкоткачество и производство краппа из красильной марены; во второй половине XIX века, с приходом в город железной дороги, Авиньон становится и заметным центром торговли сельскохозяйственной продукцией. Исторический центр города подвергся преобразованию: снесён ряд исторических зданий, расширены улицы и площади, пробиты новые бульвары по примеру Парижа. Проблемой сохранения исторического наследия Авиньона занимался Проспер Мериме. В начале XX века Авиньон становится колыбелью движения фелибров, занимавшего возрождением провансальского языка. В XX веке город разросся в южном и восточном направлениях, в 1960-х годах отмечался заметный прирост населения за счёт иммигрантов из Алжира и ряда других стран. В 1947 году был основан Авиньонский театральный фестиваль, ежегодно в июле привлекающий многочисленных зрителей. В 1960-х годах был возрождён закрытый в 1794 году университет. Со второй половины XX века город превращается в крупный центр туризма, чему способствовало и открытие в 2001 году станции скоростной железной дороги TGV.

### Сведения из ЭСБЕ
(Описание из Энциклопедического словаря Брокгауза и Ефрона, некоторые данные могут быть сильно устаревшими)
Город окружён красивыми зубчатыми стенами, воздвигнутыми в 1349—1368 годах толщиной в 3,12 м, с 30 крепкими башнями и красивыми воротами. Из общественных зданий замечательна мэрия с готической башней, построенная в XIV веке, готический отель Крильона, архиепископский дворец, госпиталь, театр (1846), статуи Крильона (полководца Генриха IV) и Петрарки; последняя воздвигнута в 1874 году. В 1882 году поставлен памятник Филиппу Анри Жирару.
Кроме множества церквей, Авиньон раньше имел 20 мужских и 15 женских монастырей, так что вследствие частого колокольного звона Рабле прозвал его «звенящим городом» (la ville sonnante). В эпоху революции многие церковные здания отчасти использовались для других целей, отчасти разрушены, как это, например, случилось в 1791 году с францисканской церковью, в которой находилась гробница знаменитой Лауры де Сад, воспетой Петраркой и умершей здесь в 1348 году от чумы. Великолепная синагога сгорела в 1845 году.

Целестинская церковь заключает в себе гробницу антипапы Климента VII и св. Бенизета, строителя грандиозного каменного моста, соединявшего город с расположенным по другую сторону Роны в департаменте Гар городком Вильнёв-лез-Авиньон (фр. Villeneuve-les-Avignon). Мост этот, оконченный в 1188 году, в 1669 году был отчасти разрушен наводнением, так что в настоящее время остались от него только 4 пролёта (из 19) и капелла, и вместо него оба города соединяются подвесным мостом. 

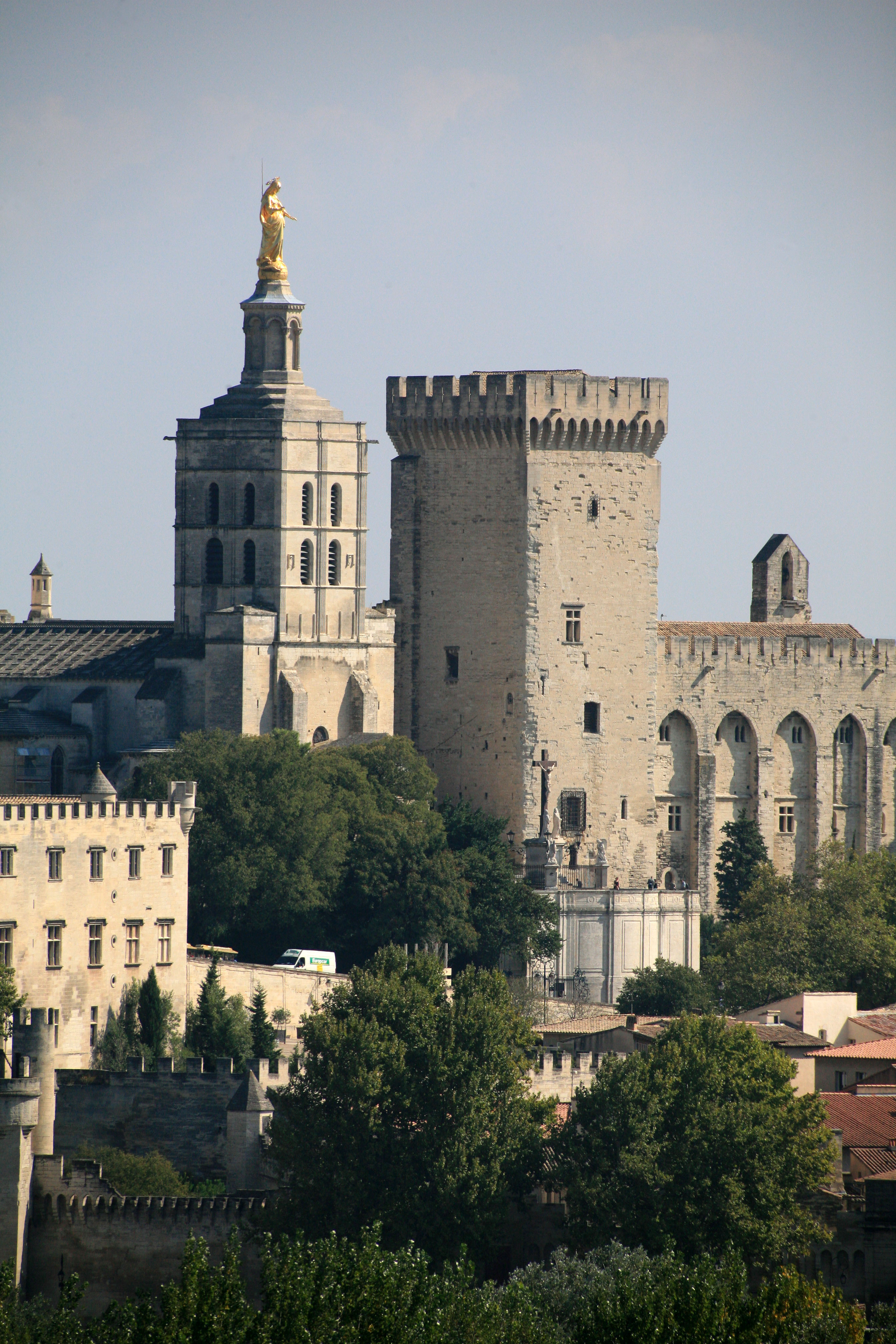
За башней папского дворца возвышается средневековый Авиньонский собор

Главное украшение города составляют колоссальные постройки на Рок-де-Дом (Roc-des-Doms) — скале, поднимающейся над Роной на 58 метров, на вершине которой построен большой собор Нотр-Дам-де-Дом (Notre-Dame des Doms) в готическом стиле, портик которого принимают за остаток Геркулесова храма и который замечателен папским престолом из белого мрамора в византийском вкусе, фресками, многочисленными картинами, мавзолеями пап Бенедикта XII и Иоанна XXII и гробницей Крильона. На южном склоне горы возвышается древний папский дворец, построенный в 1339—1364 г. и представляющий целую систему сильных укреплений, расположенных без всякой симметрии; в 1815 году дворец этот обращён в темницу и казармы. В двух его залах сохранились ещё прекрасные фрески XIV столетия. С платформы скалы открывается замечательный вид на окрестные горы.
В настоящее время Авиньон служит центром управления департаментом, местопребыванием архиепископа; в нём находятся лицей, высшая и низшая богословская семинарии, ремесленная, рисовальная и музыкальная школы, Воклюзская академия, ботанический сад, музей, прозванный по имени своего основателя, врача Кальве (Calvet), с картинной галереей, археологической коллекцией и галереей образцов скульптурных и архитектурных древностей средних веков и нового времени, кроме того, портретная галерея, коллекция монет и кабинет редкостей, публичная библиотека из 85 тысяч томов и 2500 рукописей, естественнонаучный музей «Рекен» (Requin) с большой библиотекой, общество земледелия и садоводства и общество любителей искусств. Основанный в 1303 году университет был закрыт в 1794 году С 1857 году в городе находятся протестантская церковь и школа.

## Демография
Город Авиньон в XIV веке насчитывал 100 000 жителей, после революции число это уменьшилось до 17 тысяч, а в 2010 году число жителей составило 89 683. Население коммуны в 2011 году составляло 90 194 человека, а в 2012 году — 89 380 человек.
| 1962  | 1968  | 1975  | 1982  | 1990  | 1999  | 2006  | 2010  | 2011  | 2012  |
| ----- | ----- | ----- | ----- | ----- | ----- | ----- | ----- | ----- | ----- |
| 72717 | 86096 | 90786 | 89132 | 86939 | 85935 | 92454 | 89683 | 90194 | 89380 |

Динамика населения:

### Известные уроженцы и жители города
- Магн Авиньонский
- Агрикола Авиньонский
- Жан Алези
- Пьер Буль
- Бернар Кушнер
- Мирей Матье
- Оливье Мессиан
- Пьер Рей
- Александрина-Роза Барро
- Петрарка
- Лаура де Нов
- Агриколь Виала
- Александр Де Род
- Жюстин Фавар
- Антуан Фор-Бра

## Достопримечательности
- Собор Нотр-Дам-де-Дом (Авиньонский собор), построенный в основном в XII веке, украшенный позолоченной статуей Богородицы, возвышающейся над западной башней. В соборе находится мавзолей папы Иоанна XXII, великолепный образец готического искусства XIV века.
- Папский дворец, строительство которого началось в 1316 году при папе Иоанне XXII и было закончено его преемниками в 1370 году.
- Готические церкви — Сен-Пьер, Сен-Дидье, Сен-Агриколь.
- Крепостные стены и валы, окружающие Авиньон, и являющиеся одним из лучших сохранившихся образцов средневекового фортификационного искусства.
- Развалины моста Сен-Бенезе, 12 века. Мост был большей частью разрушен сильным наводнением на Роне в 1669 году, после которого из 22 пролётов сохранились лишь четыре, и небольшая капелла.
- Музей Кальве[англ.] — собрание предметов искусства из коллекции врача Эспри Кальве, которую он завещал городу в 1810 году.

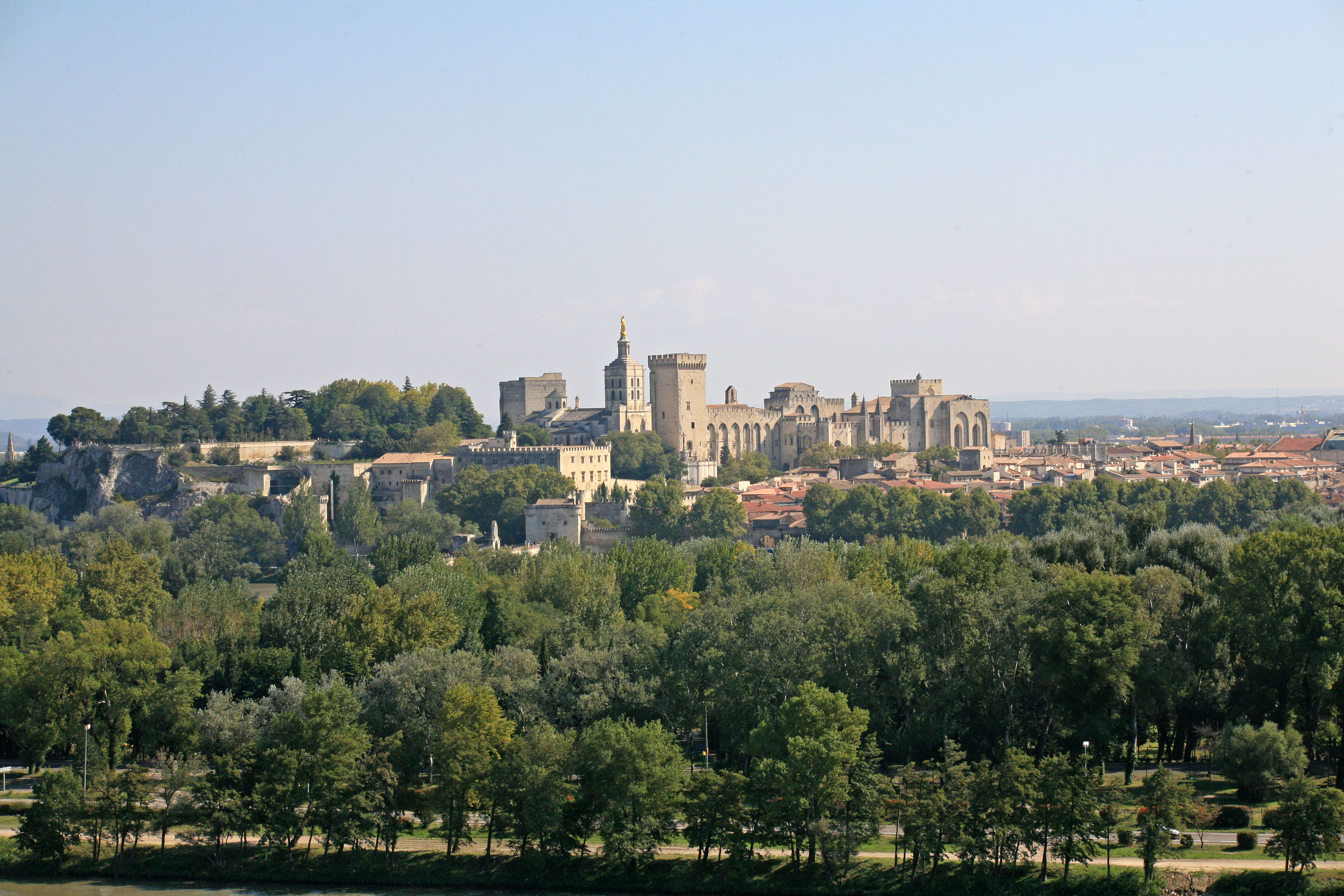
Общий вид Авиньона
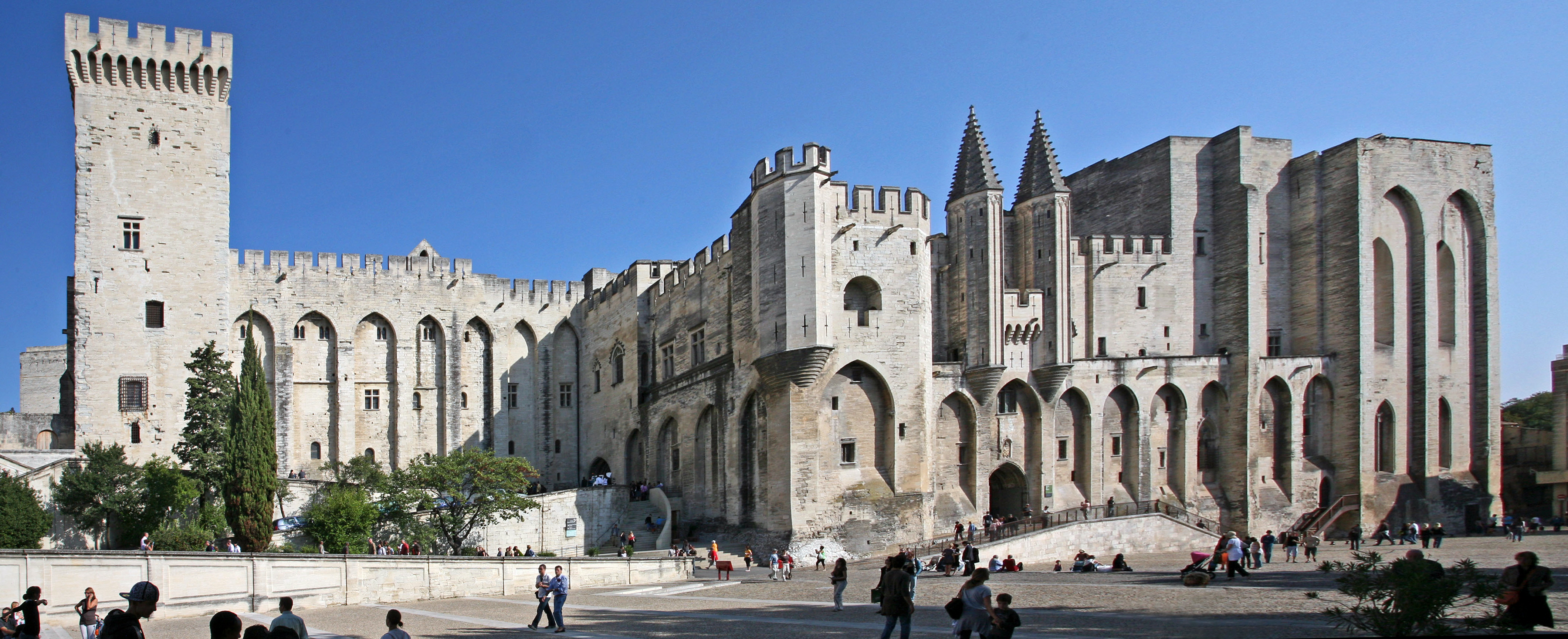
Папский дворец
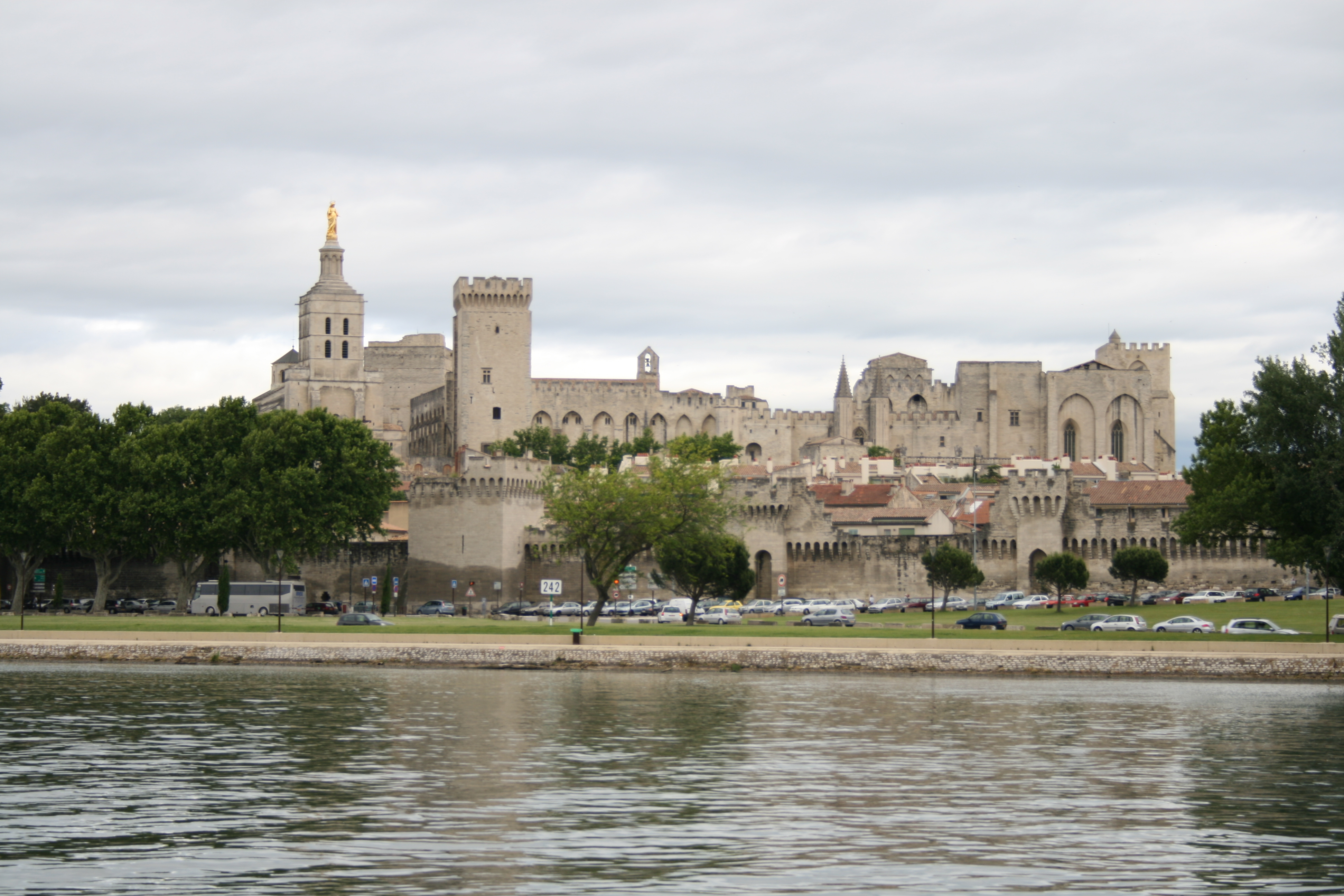
Вид с реки Рона

## Экономика
В Авиньоне 9 зон экономической активности, крупнейшие из них — бизнес-парк Courtine на юго-западе города, где размещены более 350 компаний; Fontcouverte (около 100 компаний); Marché d’Intérêt National d’Avignon на юго-востоке (агропарк; немногим менее 100 компаний; существенную долю составляют компании, занимающиеся производством вин и винограда). В Авиньоне также размещён технический центр железнодорожной компании SNCF. К северу от Авиньона, в Перлате, находится завод по переработке тепловыделяющих элементов, неподалёку — АЭС «Маркуль».

## Радиоактивное загрязнение
Вечером 8 июля 2008 года на ядерной электростанции и центре переработки ядерных отходов в 40 км от Авиньона произошёл разлив 30 кубометров жидкости с необогащённым ураном. Жидкость попала в две близлежащие реки. Власти скрывали происшествие от населения около 12 часов, после чего призвали не пить воду из рек и не есть пойманную там рыбу.
12 сентября 2011 года на АЭС «Маркуль» во Франции произошёл взрыв. Как минимум один человек погиб, четыре пострадали и ещё один пропал без вести. ЧП произошло в 13:45 мск. Взорвалась одна из печей на площадке для хранения радиоактивных отходов. На территории АЭС возник пожар.
АЭС была запущена в эксплуатацию в 1956 году. Энергоблок АЭС состоит из трёх ядерных реакторов, работающих на урановом топливе.

## Международные отношения

### Города-побратимы
Авиньон является городом-побратимом следующих городов:
- Диурбель, Сенегал
- Вецлар, Германия (1960)
- Тортоса, Испания (1967)
- Янина, Греция (1984)
- Нью-Хейвен, США (1993)

### Города-партнёры
- Таррагона, Испания (1968)
- Колчестер, Великобритания (1972)
- Сиена, Италия (1981)
- Гуанахуато, Мексика (1990)